# Anticlea derivata
Anticlea derivata là một loài bướm đêm trong họ Geometridae.

## Hình ảnh

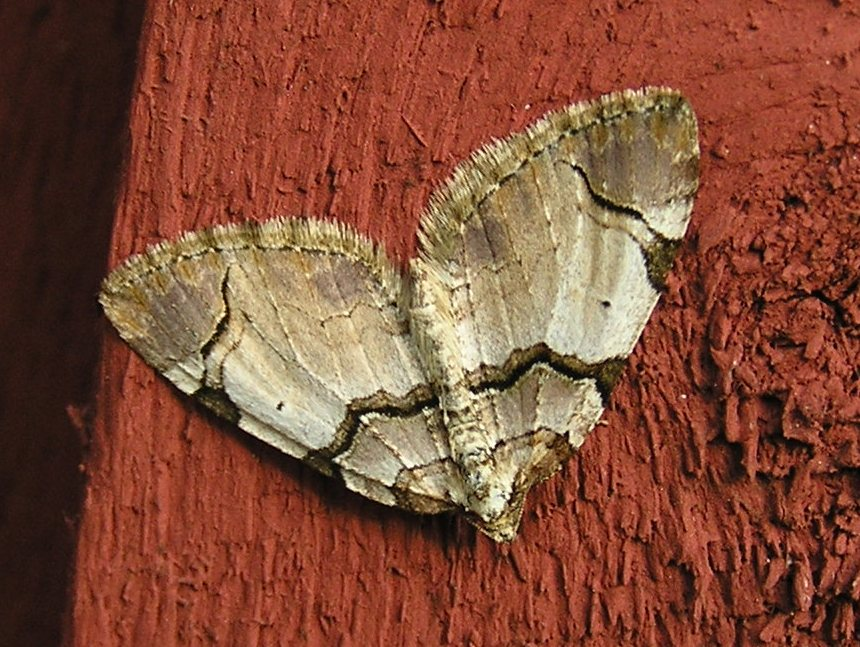
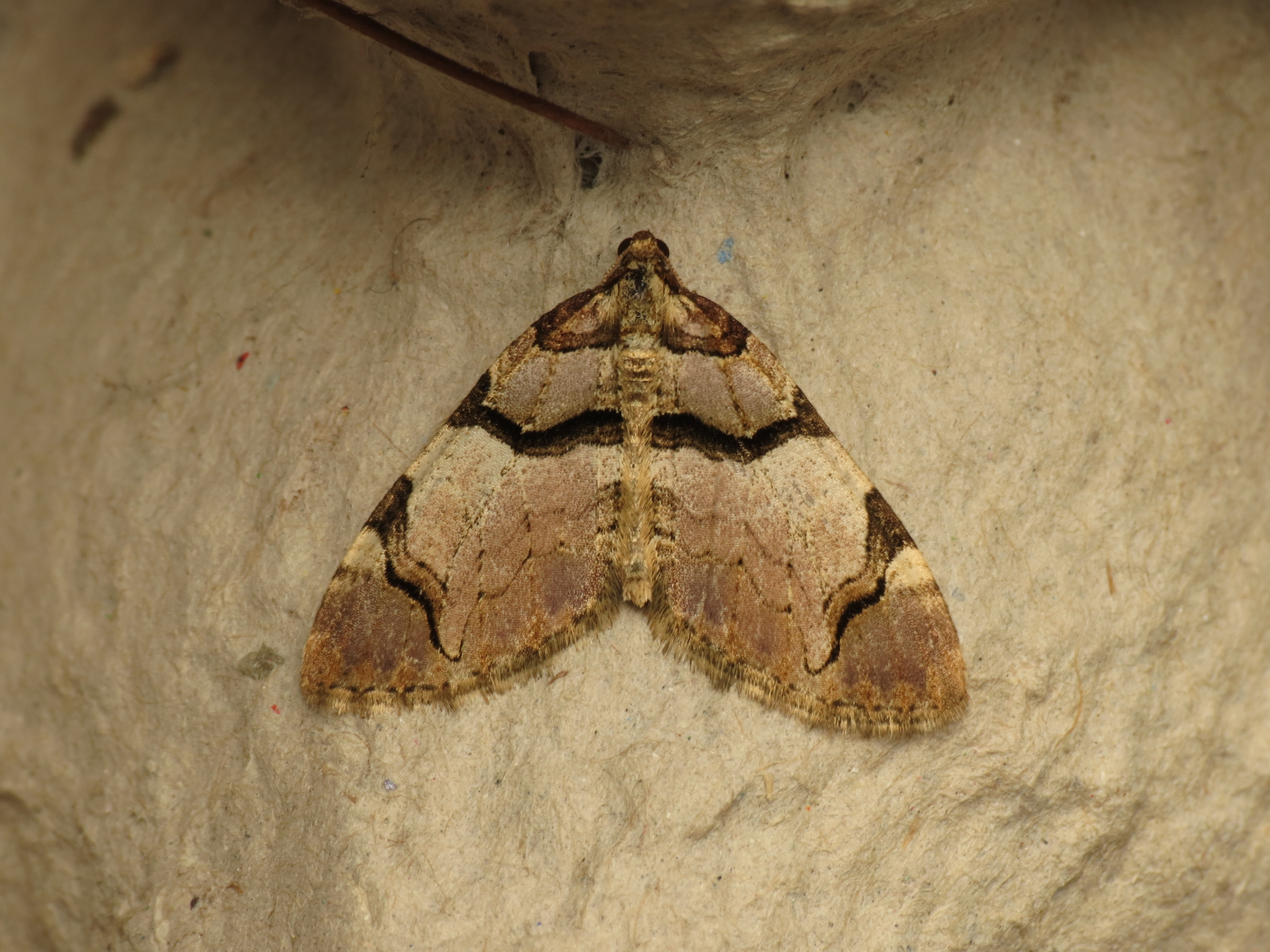
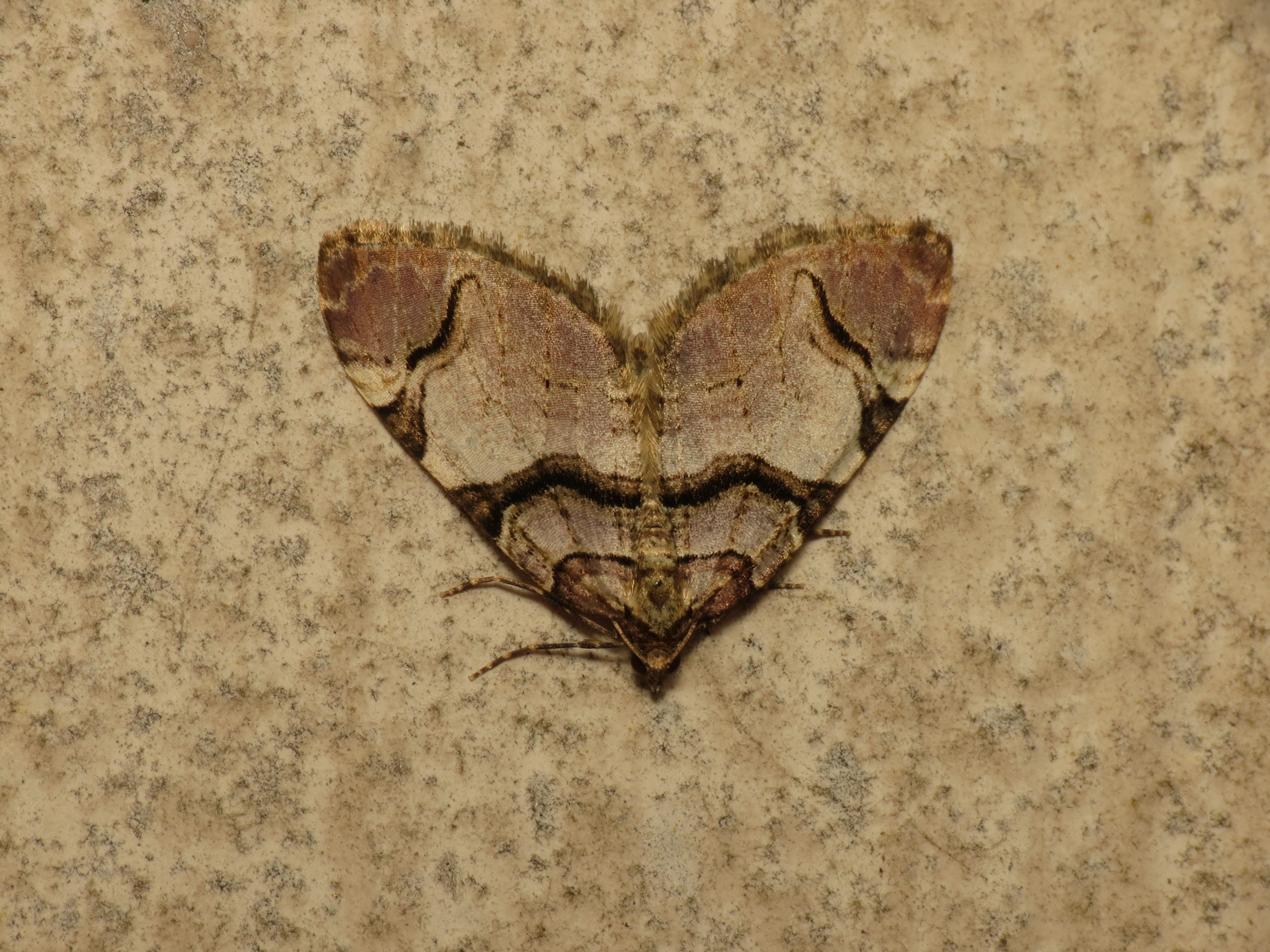
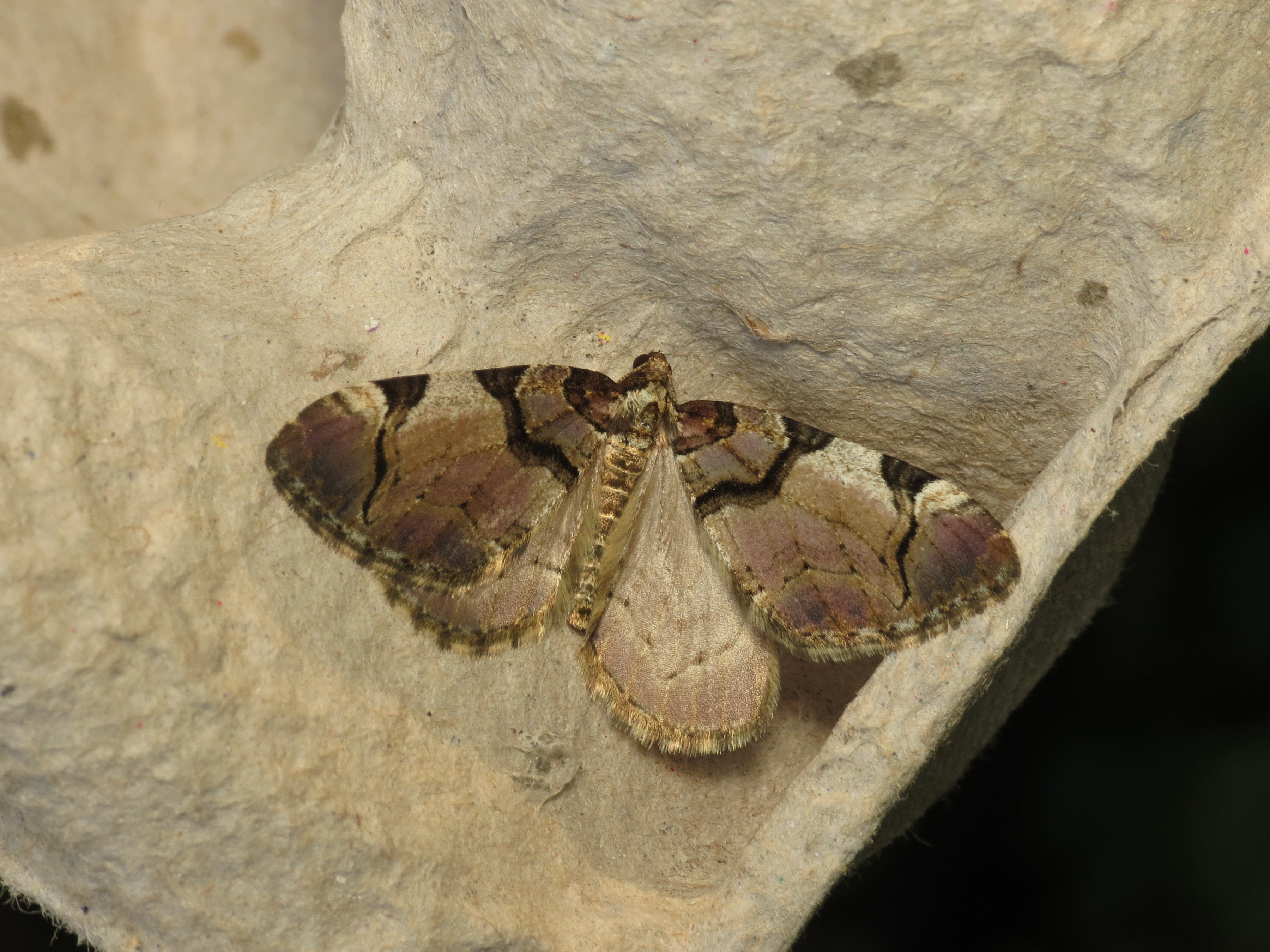